# Lemma von Schwarz-Pick
Das Lemma von Schwarz-Pick (nach Hermann Schwarz und Georg Alexander Pick) ist eine Aussage aus der Funktionentheorie über holomorphe Endomorphismen des Einheitskreises, die das Schwarzsche Lemma verallgemeinert.
Im Rahmen der hyperbolischen Geometrie bedeutet es, dass holomorphe Endomorphismen Kontraktionen sind.

## Aussage
Es bezeichne {\displaystyle {\mathbb {D} }:=\left\{z\in \mathbb {C} \,:\,|z|<1\right\}} die Einheitskreisscheibe und {\displaystyle f\colon \mathbb {D} \to \mathbb {D} } sei eine holomorphe Funktion. Dann gilt für alle {\displaystyle z_{1},z_{2}\in {\mathbb {D} },z_{1}\not =z_{2}}
{\displaystyle \left|{\frac {f(z_{1})-f(z_{2})}{1-{\overline {f(z_{1})}}f(z_{2})}}\right|\leq {\frac {\left|z_{1}-z_{2}\right|}{\left|1-{\overline {z_{1}}}z_{2}\right|}}}
und für alle {\displaystyle z\in {\mathbb {D} }}
{\displaystyle {\frac {\left|f'(z)\right|}{1-\left|f(z)\right|^{2}}}\leq {\frac {1}{1-\left|z\right|^{2}}}.}
Die zweite Aussage folgt aus der ersten, indem man durch {\displaystyle |z_{1}-z_{2}|} teilt und dann {\displaystyle z_{1}} gegen {\displaystyle z_{2}} gehen lässt.

## Anwendungen
In der hyperbolischen Geometrie ist
{\displaystyle d(z_{1},z_{2})=2\cdot \tanh ^{-1}\left({\frac {\left|z_{1}-z_{2}\right|}{\left|1-{\overline {z_{1}}}z_{2}\right|}}\right)}
der hyperbolische Abstand.
Die erste Ungleichung des Lemmas von Schwarz-Pick sagt demnach aus, dass holomorphe Funktionen {\displaystyle {\mathbb {D} }\rightarrow {\mathbb {D} }} bzgl. dieser Metrik Kontraktionen sind.
Ist {\displaystyle f(0)=0} und setzt man in der ersten Ungleichung {\displaystyle z_{2}=0},
so erhält man als Spezialfall die Aussage des Schwarzschen Lemmas.